# This Ain't a Love Song
«This Ain't a Love Song» —en español: «Esta no es una canción de amor»— es una canción Power ballad de la banda de hard rock Bon Jovi, incluida en el disco These Days. Esta canción también tiene una versión en español, titulada «Como yo nadie te ha amado». Aquí explica Jon Bon Jovi: "Sobre las dos versiones, son muy diferentes en cuanto a letra. La versión original habla de un amor perdido, el cual no se recupera jamás, y la otra versión es sobre una reflexión de amor, de que nadie amará a esa mujer como él". La segunda versión fue número 1 en Latinoamérica, mientras que la versión original llegó al número 5, y número 2 en México.La canción también alcanzó el 6.º puesto en los UK Singles Chart.La canción tiene tonadas de rock alternativo.
El vídeo y la canción fueron lanzados oficialmente el 30 de mayo de 1995.

## Vídeo musical
El vídeo fue grabado en Ayutthaya, Tailandia, teniendo dos versiones, una donde solo aparece la banda y otra donde sale un hombre en busca de la mujer que más amó, pero fue muy tarde para recuperarla.

## Versión en vivo
Esta canción también la tocó en el mítico estadio Wembley de Londres, cerrándola con esta canción, con la cual el disco fue muy bien recibido. La dejaron de tocar en sus conciertos; no fue hasta el Lost Highway Tour, después de trece años. Hasta la fecha tocan esta canción, sobre todo en Europa.

## LP deThis Ain't A Love Song
- 1.- This Ain't A Love Song
- 2.- When She Comes y/ó Lonely At The Top
- 3.- Wedding Day (solo en Alemania) y/ó Prostitute
- 4.- Prostitute

## Posicionamiento en listas y certificaciones
| Chart (1995)                        | Posiciones más altas |
| ----------------------------------- | -------------------- |
| Australia (ARIA)                    | 4                    |
| Austria (Ö3 Austria Top 40)         | 6                    |
| Bélgica (Flandes) (Ultratop 50)     | 11                   |
| Bélgica (Valonia) (Ultratop 50)     | 8                    |
| Finlandia (OFC)                     | 1                    |
| Francia (SNEP)                      | 8                    |
| Alemania (Media Control AG)         | 9                    |
| Países Bajos (Mega Single Top 100)  | 3                    |
| Italia (FIMI)                       | 10                   |
| Nueva Zelanda (Recorded Music NZ)   | 25                   |
| Noruega (VG-lista)                  | 8                    |
| Suecia (Sverigetopplistan)          | 12                   |
| Suiza (Schweizer Hitparade)         | 4                    |
| Reino Unido (UK Singles Chart)      | 6                    |
| Estados Unidos (Billboard Hot 100)  | 14                   |
| Estados Unidos (Mainstream Top 40)  | 11                   |
| Estados Unidos (Adult Contemporary) | 22                   |

| País      | Organismo certificador | Certificación | Ref.   |
| --------- | ---------------------- | ------------- | ------ |
| Australia | ARIA                   | Oro           | [ 18 ] |